# Wallacetrigona incisa
Wallacetrigona é um gênero de abelha sem ferrão presente no sudeste asiático e na Oceania. Existem por volta de 500 espécies de abelhas sem ferrão no mundo catalogadas em diversos gêneros diferentes. Muitas espécies ainda não foram descobertas e outras estão passando por revisões para reenquadrá-las como novas espécies ou pertencentes a outros gêneros.
Existe até o momento apenas 1 espécie de Wallacetrigona catalogada, sendo ela:
| Gênero         | Espécie               | Nome popular (se tiver) |
| Wallacetrigona | Wallacetrigona incisa | Wallacetrigona incisa   |